# 威廉·梅纳德·戈姆
威廉·梅纳德·戈姆爵士陆军元帅 GCB（1784年11月10日—1875年3月15日）是一名英国陆军军官。戈姆在参加英俄入侵荷兰的行动后，又参加了拿破仑战争的大部分战役。在百日王朝期间，他参加了四臂村战役和滑铁卢战役。拿破仑战争结束后，戈姆担任牙买加驻军司令，并在牙买加纽卡斯尔高山上建立了新军营。之后，戈姆成为毛里求斯总督，后成为印度驻军司令，并在任内引入了军官晋升考试制度。

## 军旅生涯
威廉·梅纳德·戈姆是威廉·戈姆中校（曾在美国独立战争期间在第46步兵团服役，后于1794年4月在对瓜德罗普岛的袭击中阵亡）和玛丽·阿莱恩·戈姆（Mary Alleyne Gomm，婚前姓梅纳德）之子。1794年5月24日，9岁的戈姆被第9（皇家诺福克）步兵团任命为少尉，这一军衔主要是为了表彰他父亲的贡献而颁发的。1795年4月14日，戈姆晋升中尉，后在伍利奇的一所私立学校继续他的学业。
戈姆于1799年正式加入第9步兵团，并被部署到荷兰。在1799年9月的卑尔根战役和1799年10月英俄入侵荷兰期间的阿尔克马尔战役中，戈姆在约克和奥尔巴尼公爵麾下作战。1800年8月，戈姆还参加了詹姆斯·普尔特尼（James Pulteney）爵士对西班牙费罗尔的远征，并于1803年7月19日晋升上尉。后来，他进入位于海威科姆的皇家军事学院进修。1807年8月的哥本哈根战役中，戈姆担任卡思卡特伯爵的助理军需官。
戈姆随后加入阿瑟·韦尔斯利的军队，再次担任副军需官，并于1808年8月在半岛战争期间参加罗利萨之战和维梅鲁之战。辛特拉会议结束后，戈姆返回葡萄牙，并于1809年1月在科鲁尼亚战役中担任约翰·摩尔爵士的参谋。在1809年秋季灾难性的瓦尔赫伦岛战役期间，戈姆担任查塔姆伯爵的幕僚。

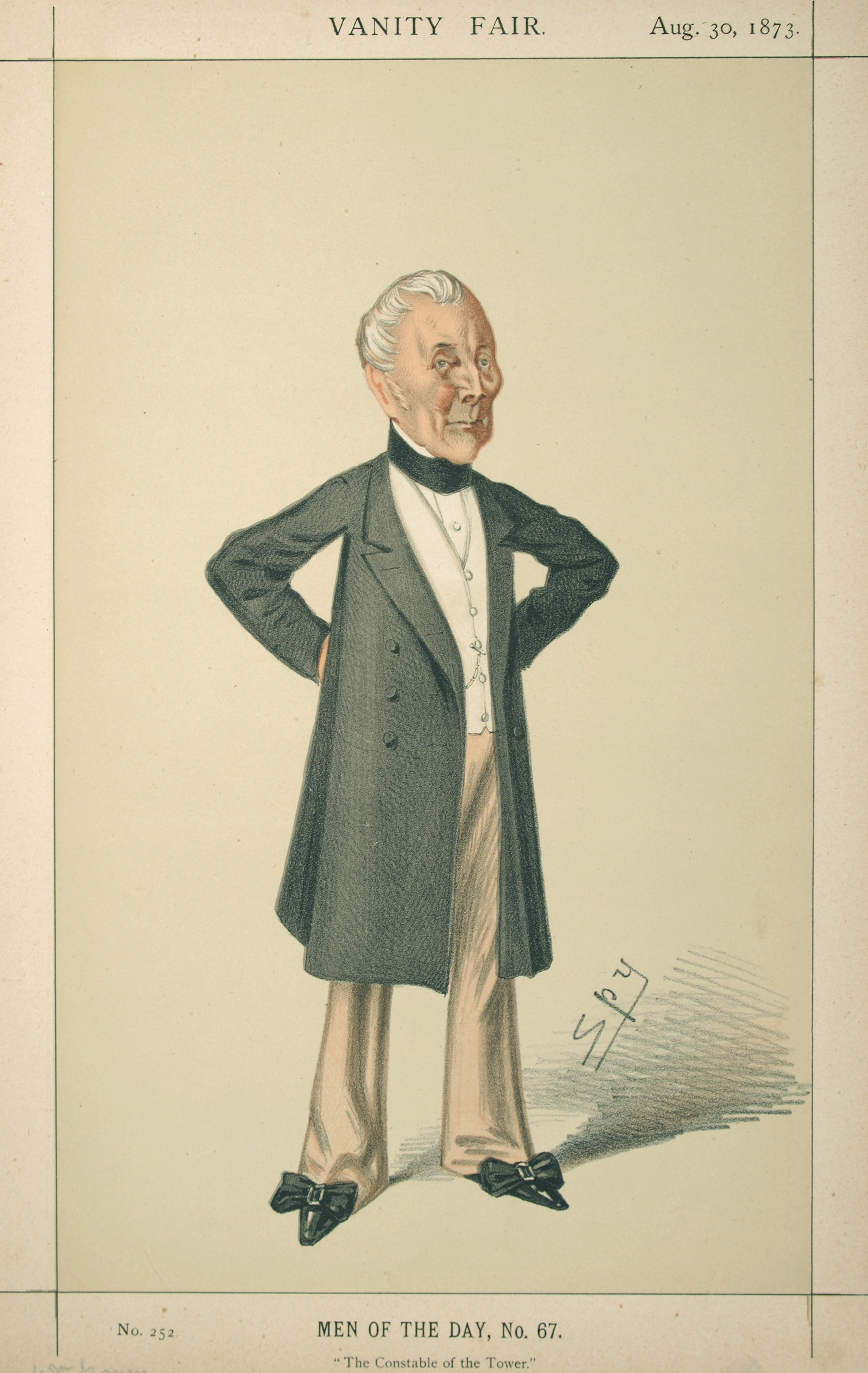
威廉·梅纳德·戈姆的漫画形象，绘于1873年

戈姆于1810年3月返回葡萄牙，作为一名参谋，参加了1810年9月的布萨科战役和1811年5月的丰特斯德奥尼奥罗战役，并于同年10月10日晋升少校。戈姆随军继续参加1812年1月的罗德里戈围城战、4月的巴达霍斯围城战和7月的萨拉曼卡战役，然后于8月17日晋升中校。此后，他参加了9月的布尔戈斯围城战、1813年6月的维多利亚战役和7月的圣塞巴斯蒂安围城战以及11月的尼维尔战役和12月的尼夫战役。返回英国后，戈姆于1814年7月25日转入冷溪卫队，并于1815年1月2日获得巴斯骑士指挥官勋章。
在百日王朝期间，作为第5步兵师的一名参谋，戈姆参加了1815年6月的四臂村战役和滑铁卢战役。
1815年10月8日，戈姆被授予俄国二级圣安娜勋章。1826年，他买下了伦敦上格罗夫纳街6号的房产。

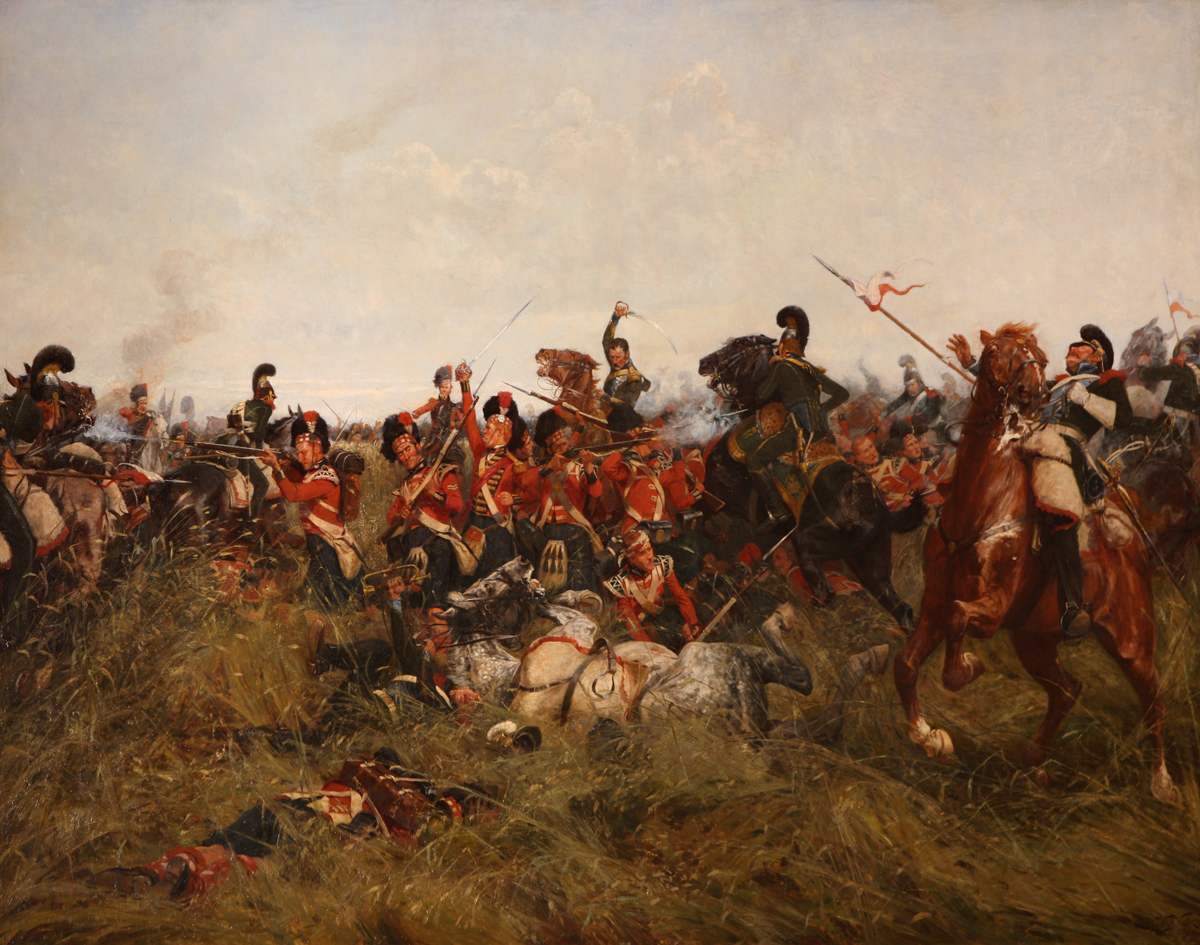
百日战争期间，戈姆担任第5步兵师参谋

戈姆于1829年5月16日晋升上校，后于1837年1月10日晋升少将。他于1839年成为牙买加驻军司令，并在任职期间发现黄热病是驻牙买加的英军部队的主要减员原因，但驻扎在山区的部队中，黄热病远没有那么普遍，因此他在牙买加纽卡斯尔的高山上建立了新军营。1842年，戈姆被剑桥大学授予荣誉法学博士学位。
在1842年6月被任命为毛里求斯总督之前，戈姆于1842年初曾短暂担任北部战区司令。1846年11月9日，戈姆晋升中将。1849年夏天，戈姆被派往印度任驻军司令，但他到达印度后才发现自己的任命已被取消，取而代之的是查尔斯·纳皮尔爵士。戈姆最初于1850年9月被选为孟买陆军总司令，并代理上将军衔。在纳皮尔辞去印度驻军司令一职后，戈姆于1851年12月继任。在担任驻军司令期间，戈姆引入了军官晋升考试。
1854年6月20日，戈姆晋升上将。他于1856年从退役，并于1859年6月21日获得巴斯骑士大十字勋章。1868年1月1日，戈姆晋升陆军元帅。他于1872年10月成为伦敦塔总管。后还担任第13（萨默塞特轻型）步兵团的名誉团长。1875年3月15日，戈姆在萨塞克斯的布莱顿去世，葬于罗瑟海特的基督教堂。在他遗孀的遗嘱下，戈姆15,000英镑的资产捐给了牛津大学基布尔学院，用于设立纪念戈姆的奖学金。

## 家庭
1817年，戈姆与威廉·佩恩的曾孙女索菲亚·佩恩（Sophia Penn）结婚；在他的第一任妻子索菲亚于1827年去世后，戈姆于1830年与第五代洛锡安侯爵威廉·克尔之子罗伯特·克尔少将的长女伊丽莎白·克尔（Elizabeth Kerr）结婚。两次婚姻他都没有孩子。

## 引注
1. ↑  Dalton, Charles. . London: Eyre and Spottiswoode. 1904: 35.
2. ↑  . London Gazette. 2 December 1794.
3. 1 2 3  .  線上版. 牛津大學出版社.   [29 December 2013]. doi:10.1093/ref:odnb/10931. 需要订阅或英国公共图书馆会员资格
4. ↑  . London Gazette. 11 April 1795.
5. 1 2 3 4 5 6 7  Heathcote, p. 146
6. ↑  . London Gazette. 16 July 1803.
7. ↑  . London Gazette. 12 October 1811.
8. 1 2 3 4 5 6  Heathcote, p. 147
9. ↑  . London Gazette. 13 August 1814.
10. ↑  . London Gazette. 31 October 1815.
11. ↑  : 224–231. 1980  [21 July 2014]. （原始内容存档于2014-08-12）.
12. ↑  . London Gazette. 30 June 1829.
13. ↑  . London Gazette. 10 January 1837.
14. ↑  . Newcastle, Jamaica Travel and Culture.   [29 December 2013]. （原始内容存档于2013-08-22）.
15. ↑  . . University of Cambridge.
16. ↑  . London Gazette. 14 June 1842.
17. ↑  . London Gazette. 10 November 1846.
18. ↑  . London Gazette. 24 September 1850.
19. ↑  . London Gazette. 22 June 1854.
20. ↑  . London Gazette. 21 June 1859.
21. ↑  . London Gazette. 7 January 1868.
22. ↑  . London Gazette. 1 November 1872.
23. ↑  . London Gazette. 13 March 1846.

## 延伸阅读
- Buckland, Charles Edward. . Ulan Press. 2012: 170. ASIN B009K4K7YG.